# Błędów-Wüste

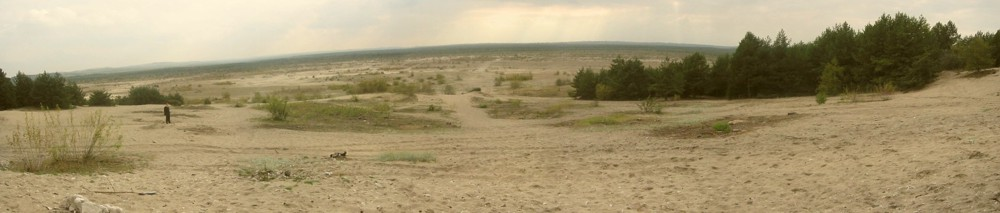
Błędów-Wüste

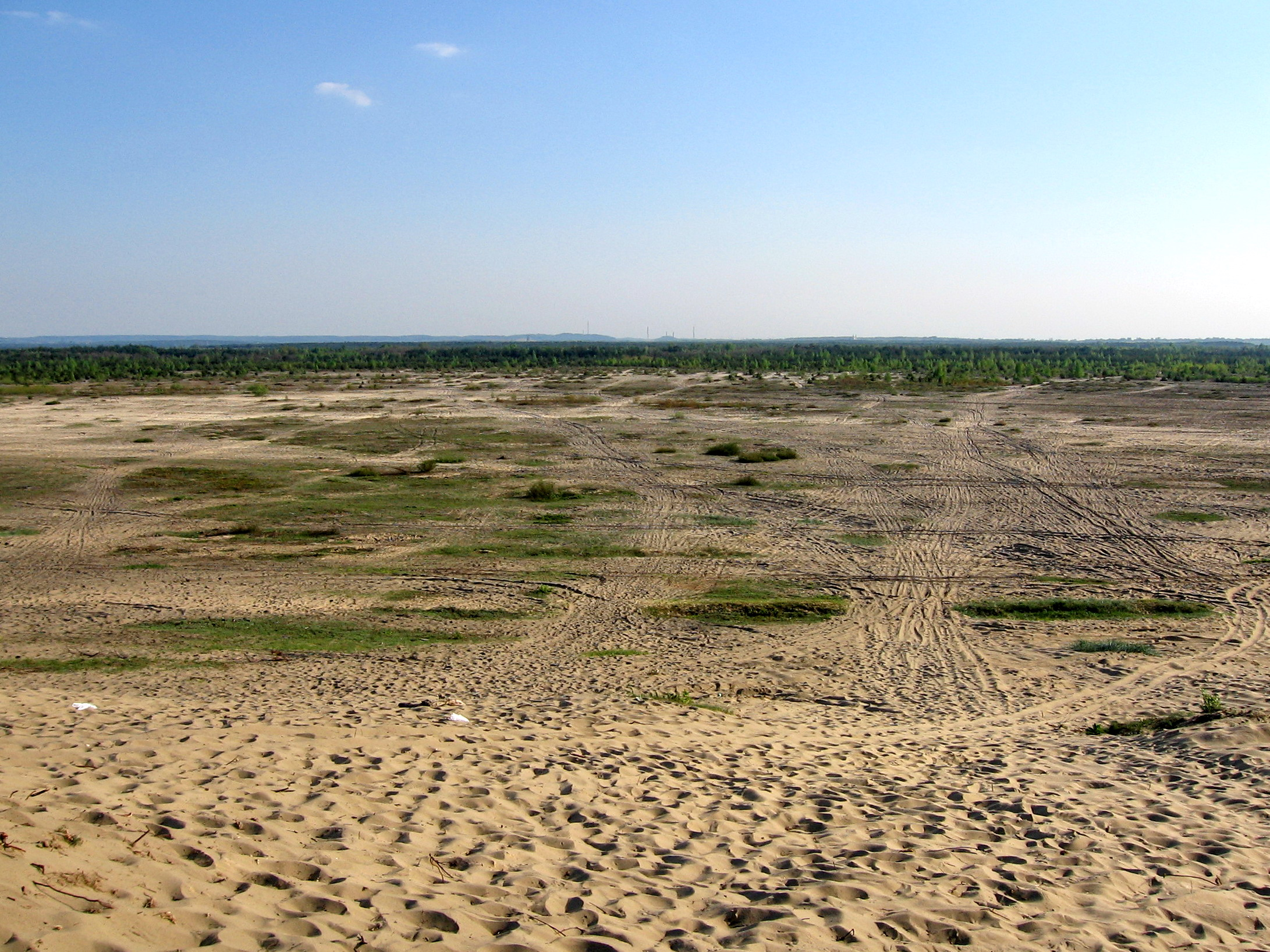
Błędów-Wüste

Die Błędów-Wüste (polnisch Pustynia Błędowska) ist ein 9 Kilometer langes und 3 bis 4 Kilometer breites, sandiges Gebiet zwischen Błędów (Teil von Dąbrowa Górnicza) und Klucze in Polen. Das 32 km² große Gebiet liegt größtenteils auf der Wyżyna Śląska, dem schlesischen Hochland, in der Woiwodschaft Schlesien.
Die Wüste ist das größte Vorkommen von Sand in Mitteleuropa im küstenfernen Binnenland, vermutlich nur gefolgt von der Lieberoser Wüste in Deutschland (Brandenburg). Sie entstand beim Schmelzen der Gletscher am Ende der letzten Eiszeit. Das Erscheinungsbild einer Wüste erhielt das Gebiet seit dem Mittelalter. Der Bergbau (Zink, Silber und Kohle) schuf das heutige Bild. Die spezifische geologische Struktur allerdings war von großer Bedeutung: Die durchschnittliche Stärke der Sandschichten beträgt 40 Meter, maximal sind es 70 Meter. Das begünstigte die schnelle Trocknung.
In den vergangenen Jahren begann die Wüste zu schrumpfen. Zuvor war sie noch 150 km² groß. Während aus den 1950er und 1960er Jahren noch von Fata Morganas, Sandstürmen, Windhosen und Oasen berichtet wird, gibt es heute (Stand 2008) in der Wüste immer mehr Pflanzen, vor allem Kaspische Weiden; reine Sandflächen werden immer seltener.
In den Jahren 2013 und 2014 wurden Teile der Wüste mit EU-Mitteln wieder in den ursprünglichen menschengemachten Zustand gebracht, indem auf Teilflächen der Baumbestand abgeholzt wurde, nachdem die Wüste weitgehend verschwunden war.

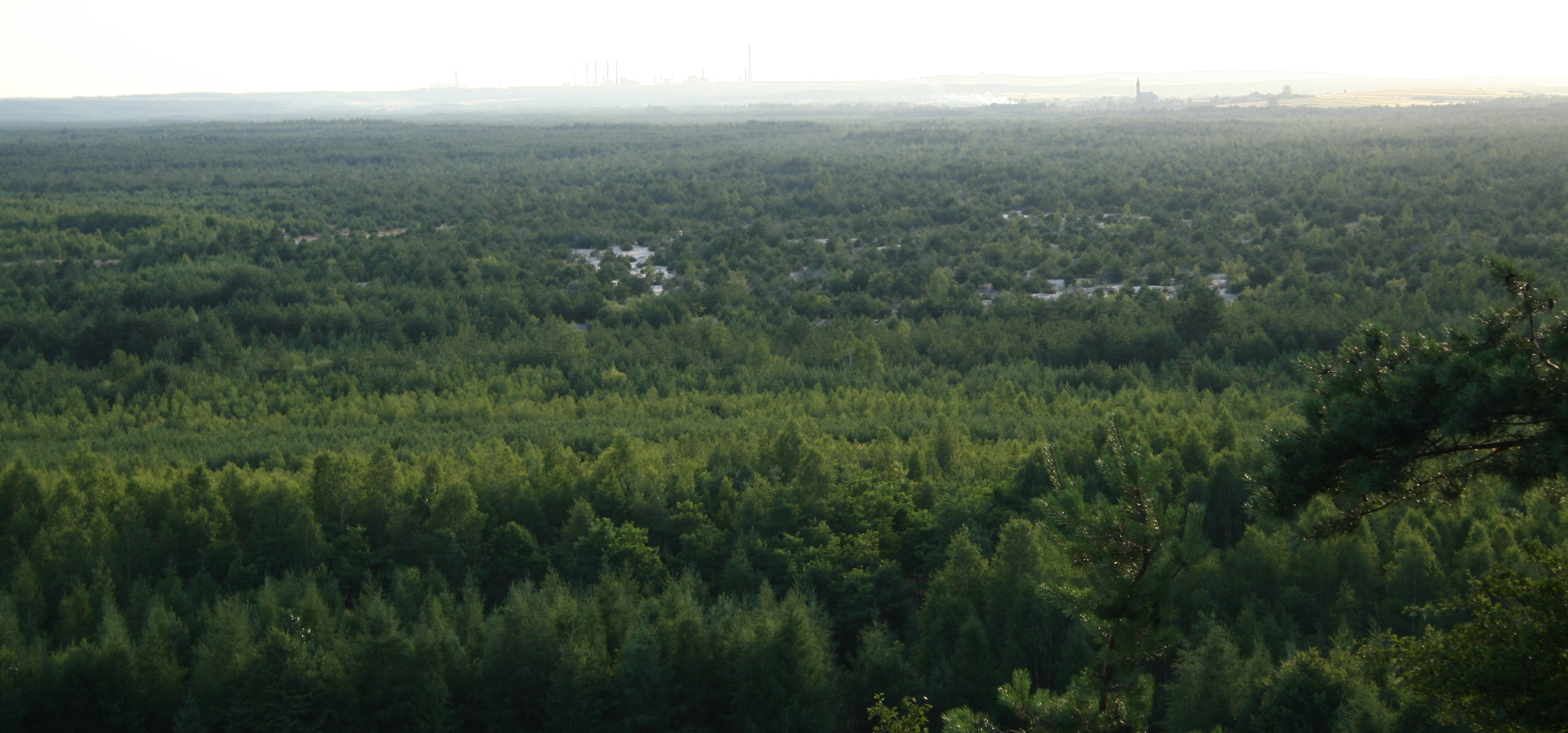
Błędów-Wüste von Czubatka aus gesehen vor Erhaltungsanstrengung

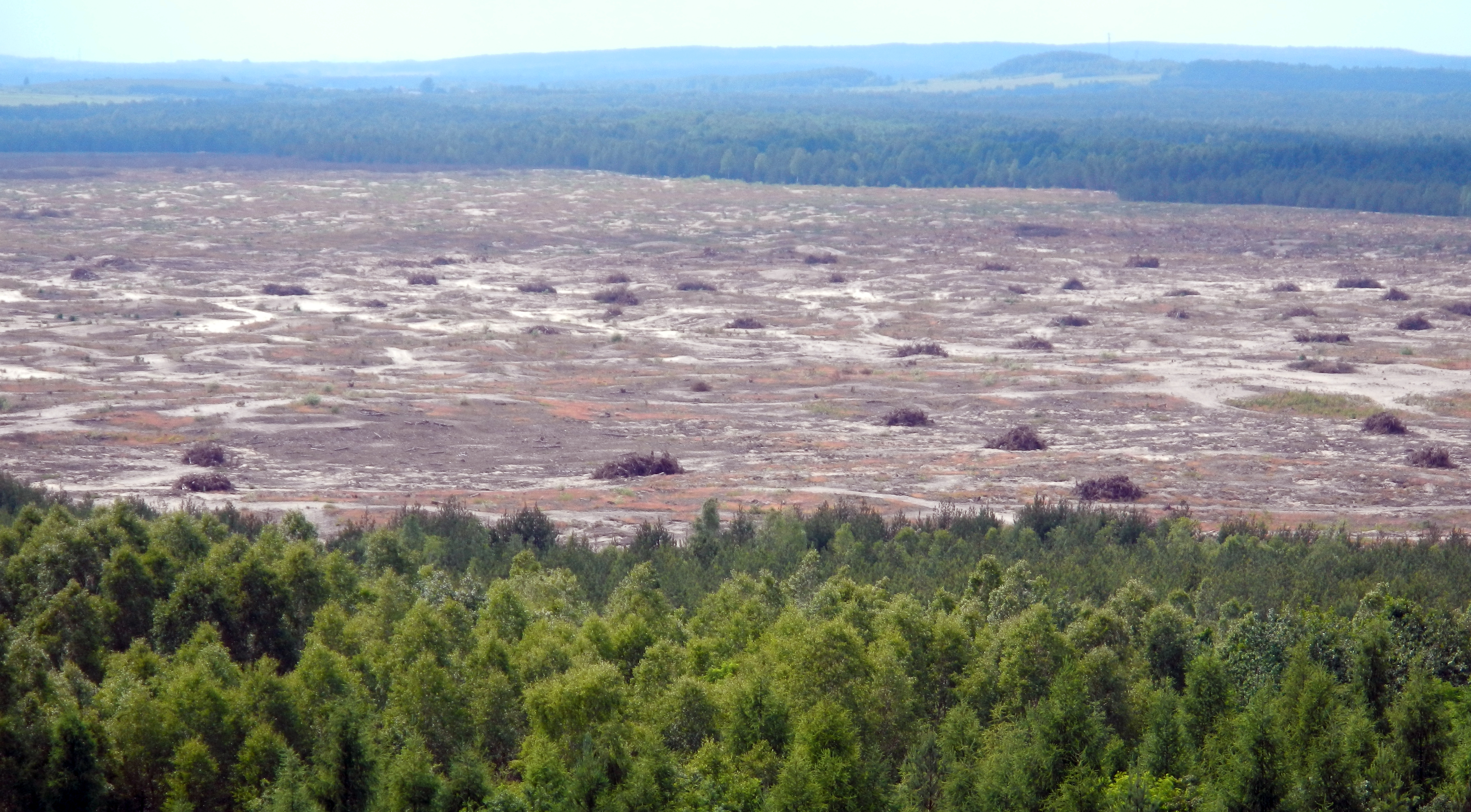
Błędów-Wüste von Czubatka aus gesehen nach Erhaltungsanstrengung

Während des Zweiten Weltkriegs nutzte das Deutsche Afrikakorps das Gebiet für Übungszwecke vor dem Einsatz in Afrika.